# Paris-Montparnasse järnvägsstation
Gare de Paris-Montparnasse är en av Paris sex stora järnvägsstationer, belägen på gränsen mellan 14:e och 15:e arrondissementet. Härifrån kan man åka till sydvästra Frankrike; stationen är bland annat utgångspunkt för TGV-Atlantique till Bordeaux och Nantes med flera orter. Stationen är den fjärde största i Paris med omkring 50 miljoner resenärer per år.

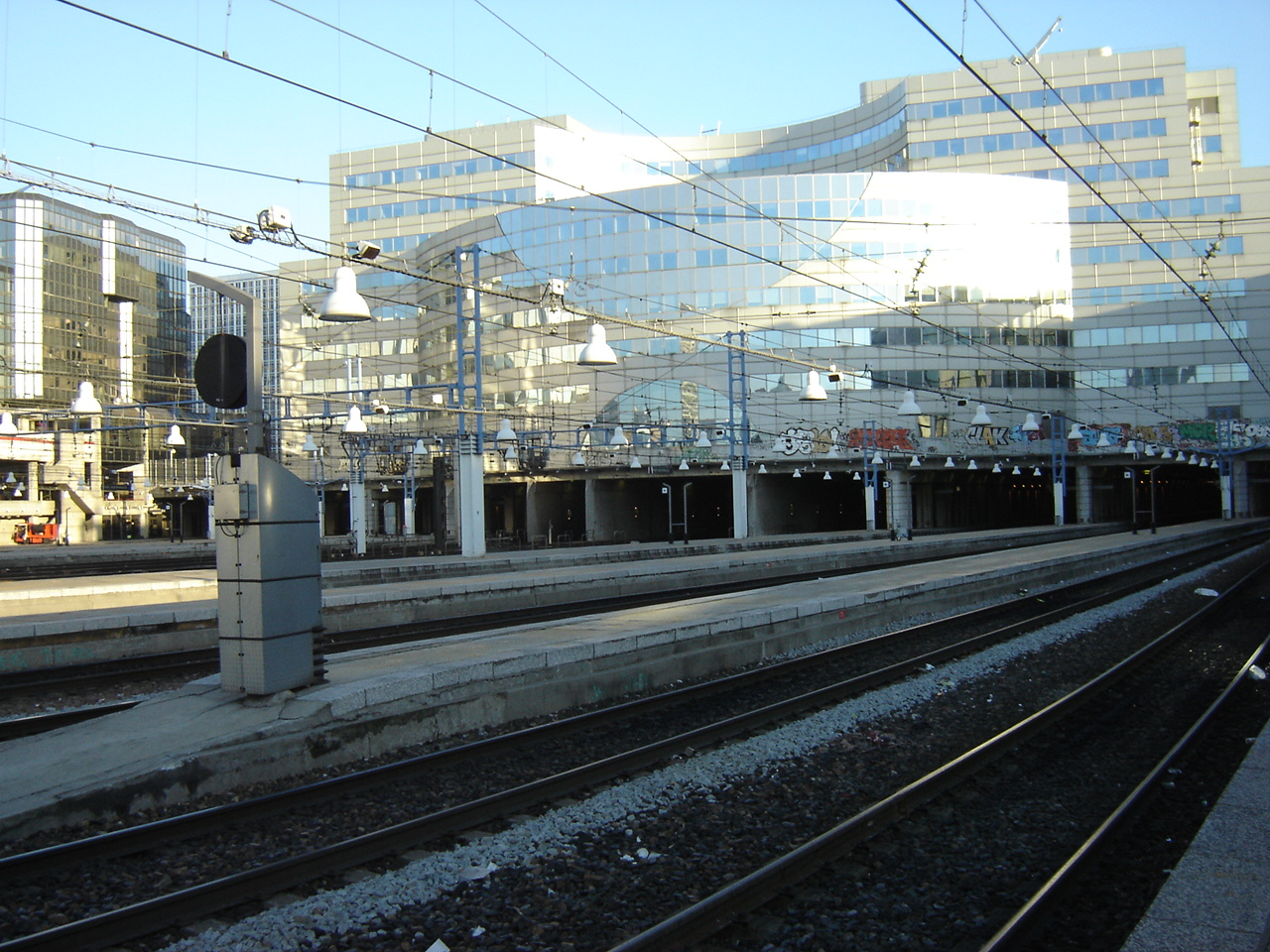
Gare de Montparnasse
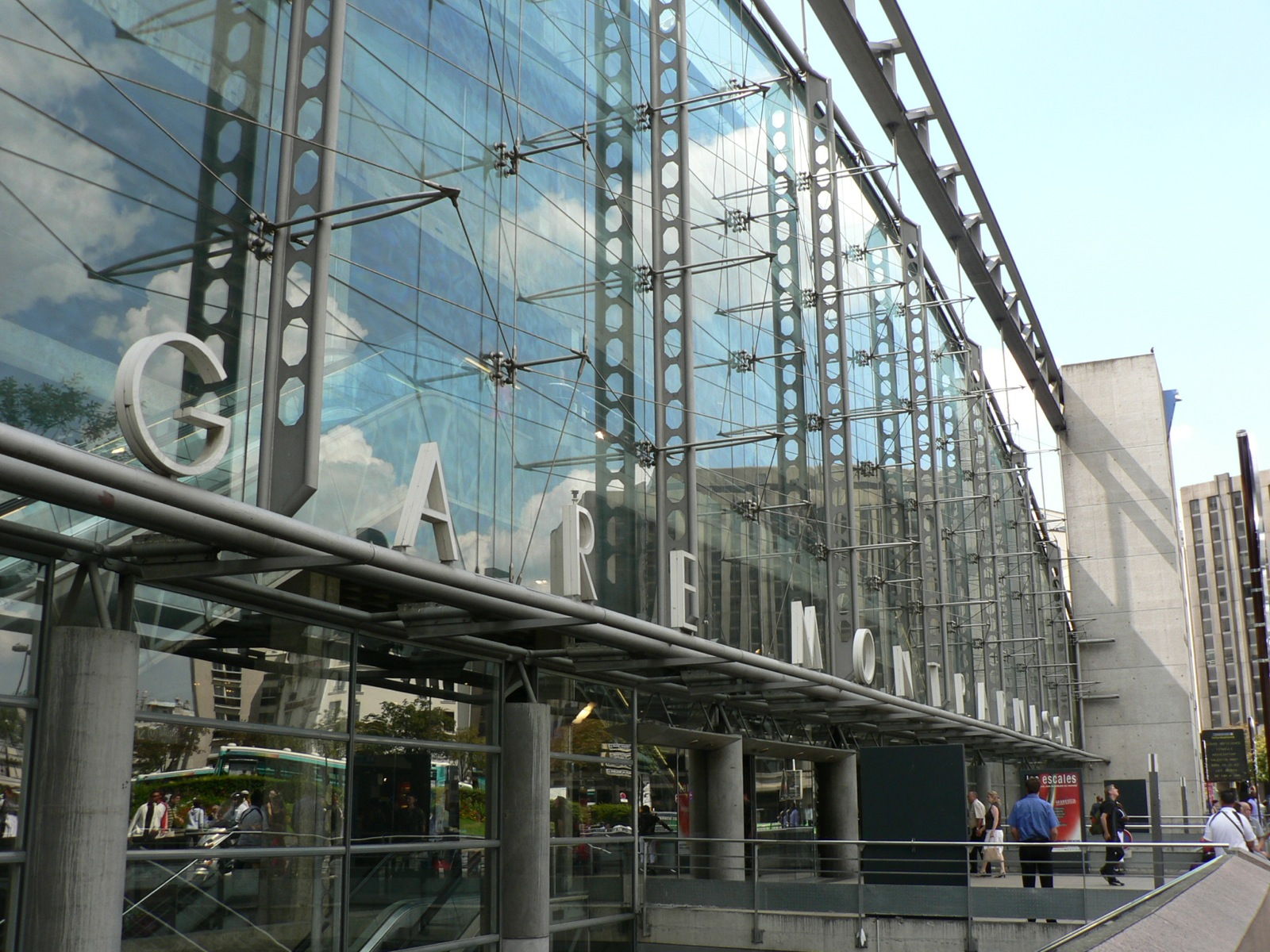
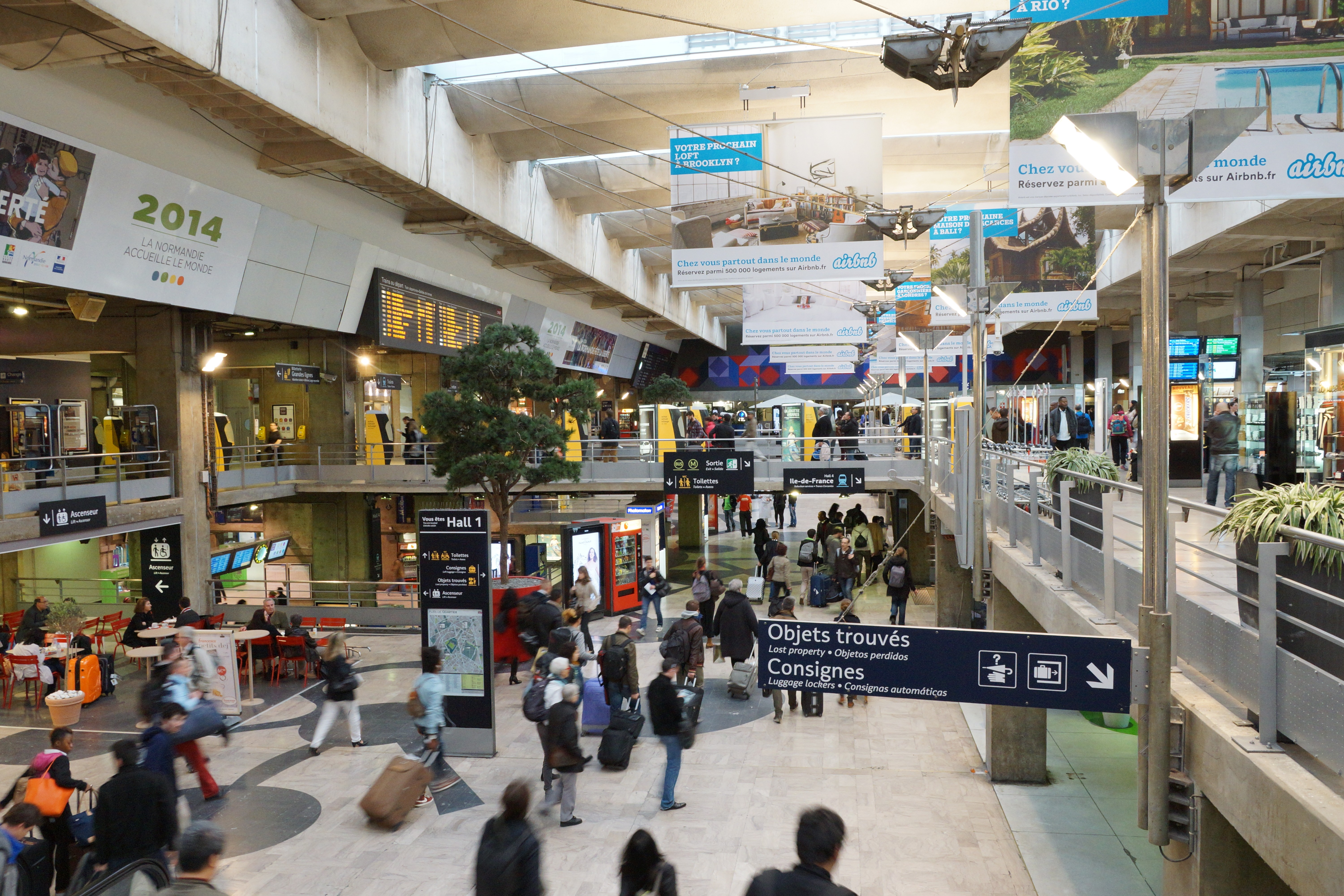
Passagerarhallen
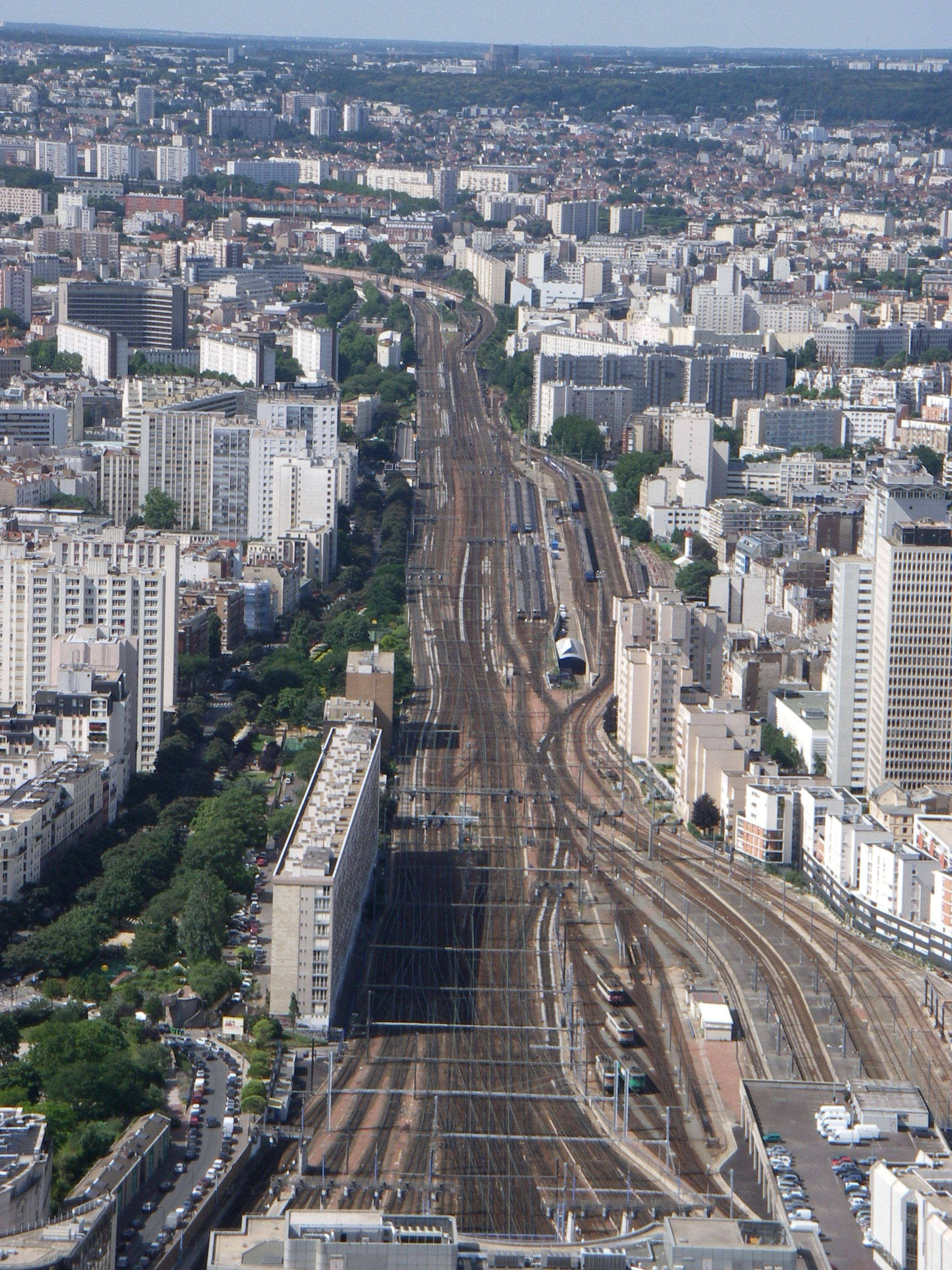

## Tunnelbanestation Montparnasse – Bienvenüe
Totalt fyra linjer i Paris metro trafikerar stationen, 4, 6, 12 och 13. Avståndet är stort mellan stoppen för linje 4 och 12 till plattformarna för linje 6 och 13. Dessa förbinds med en lång gång utrustad med rullband. Namnet Bienvenüe hedrar minnet av metrons fader, Fulgence Bienvenüe.

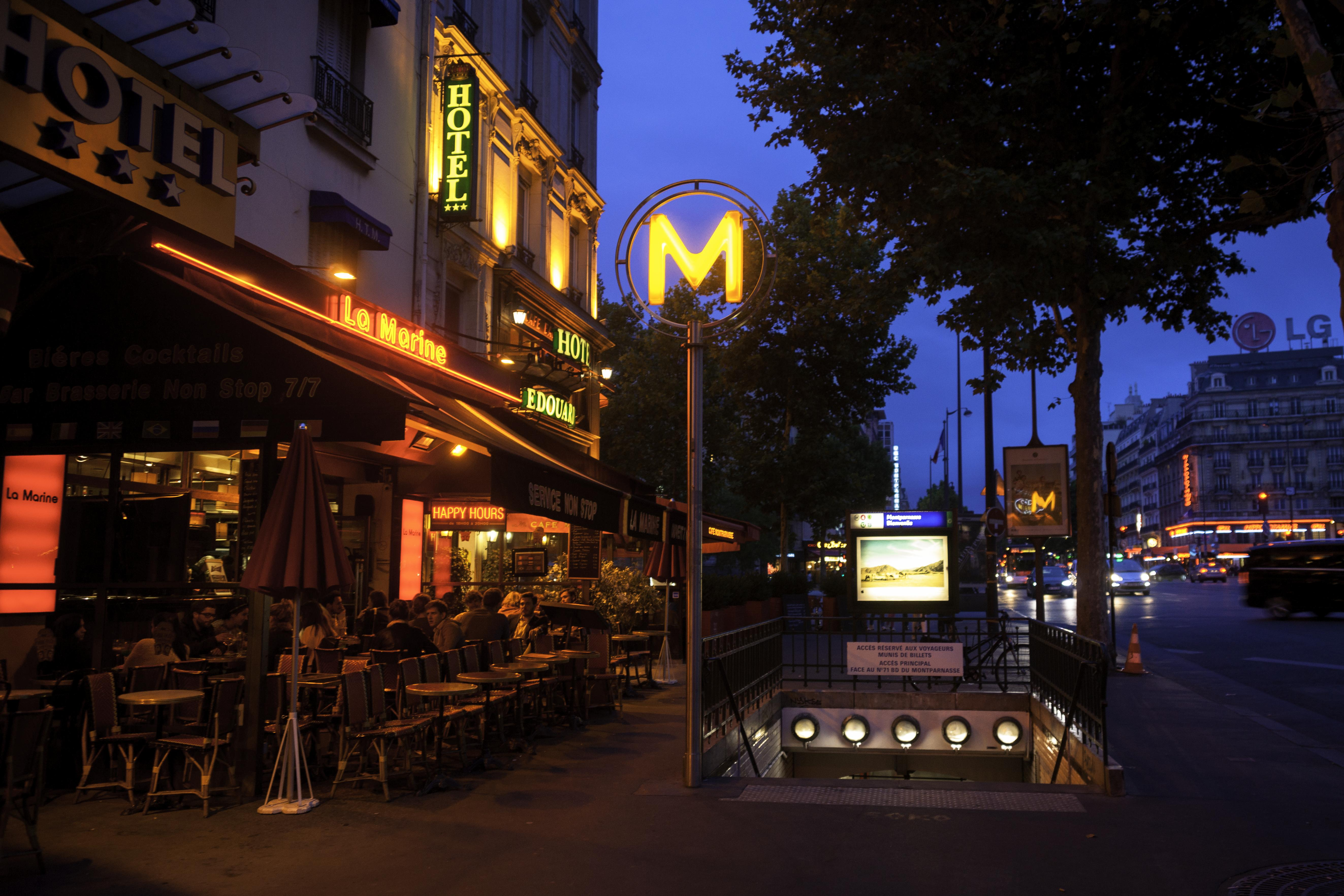
En av metroentréerna
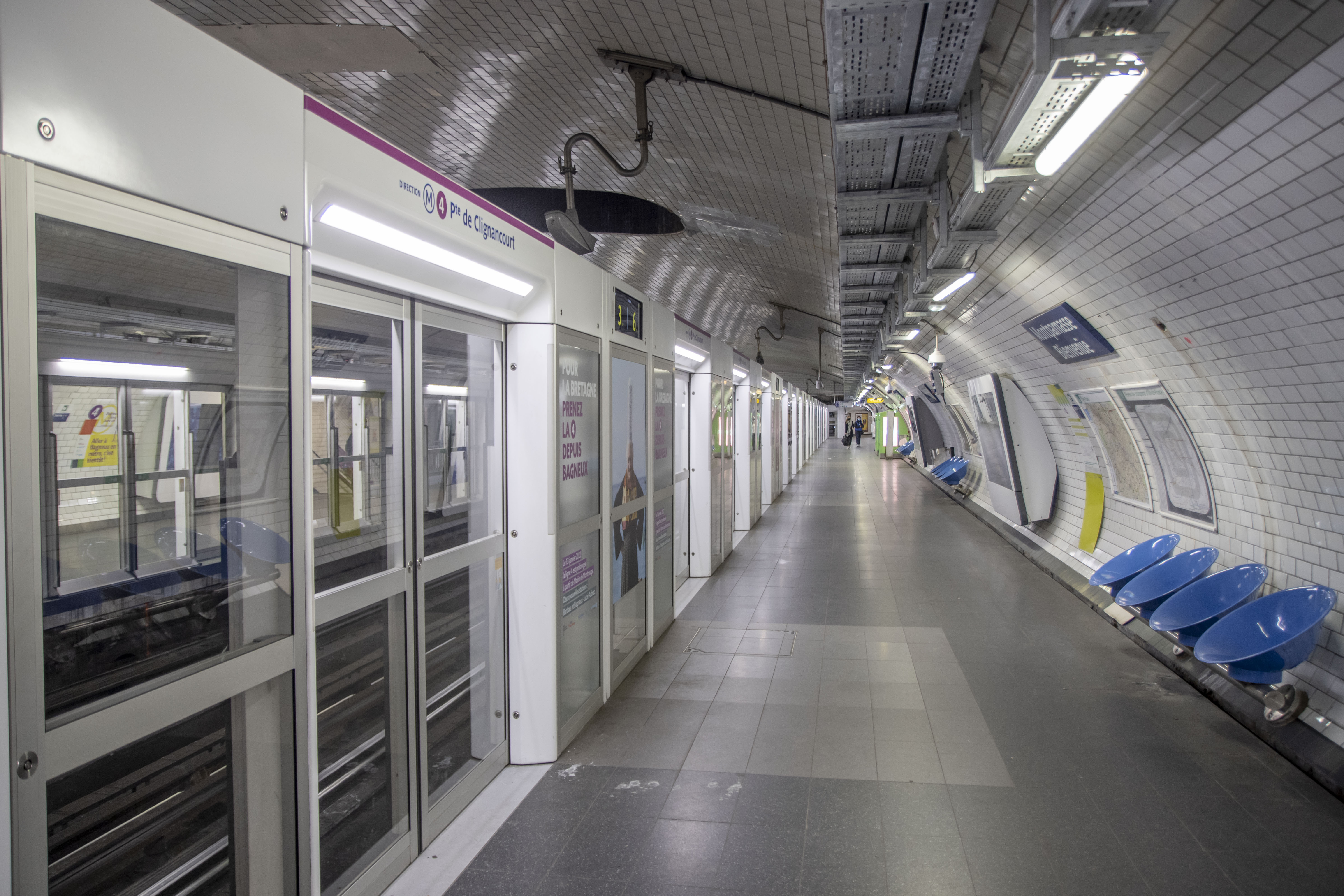
Linje 4
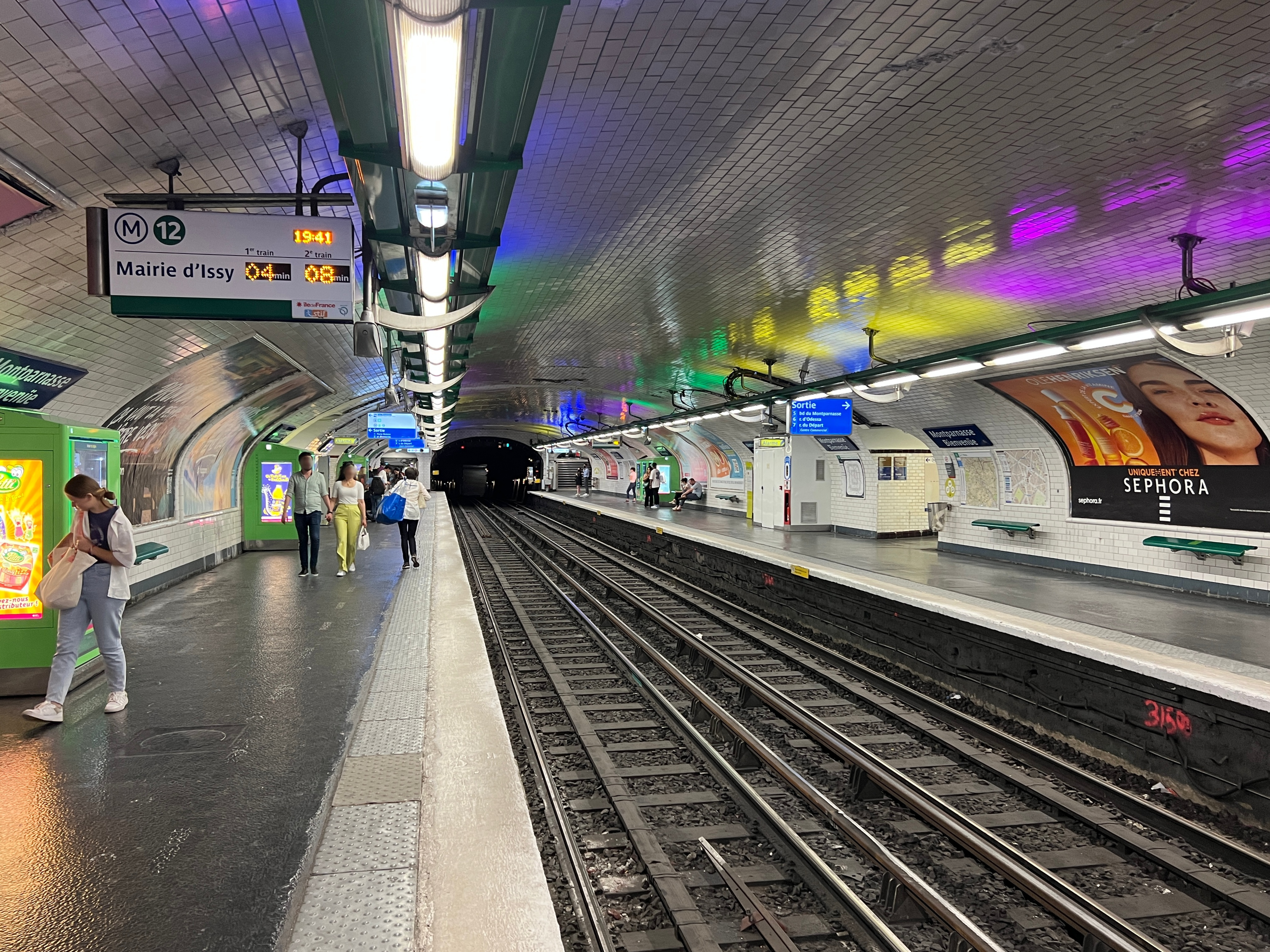
Linje 12
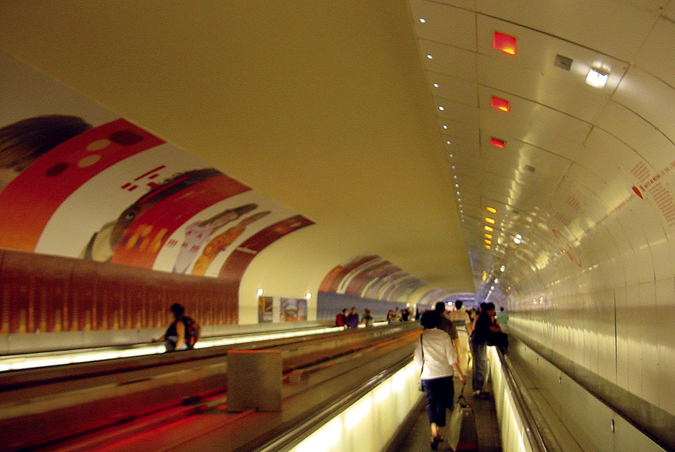
Rullband mellan perrongerna på linje 4,12 samt 6 och 13.
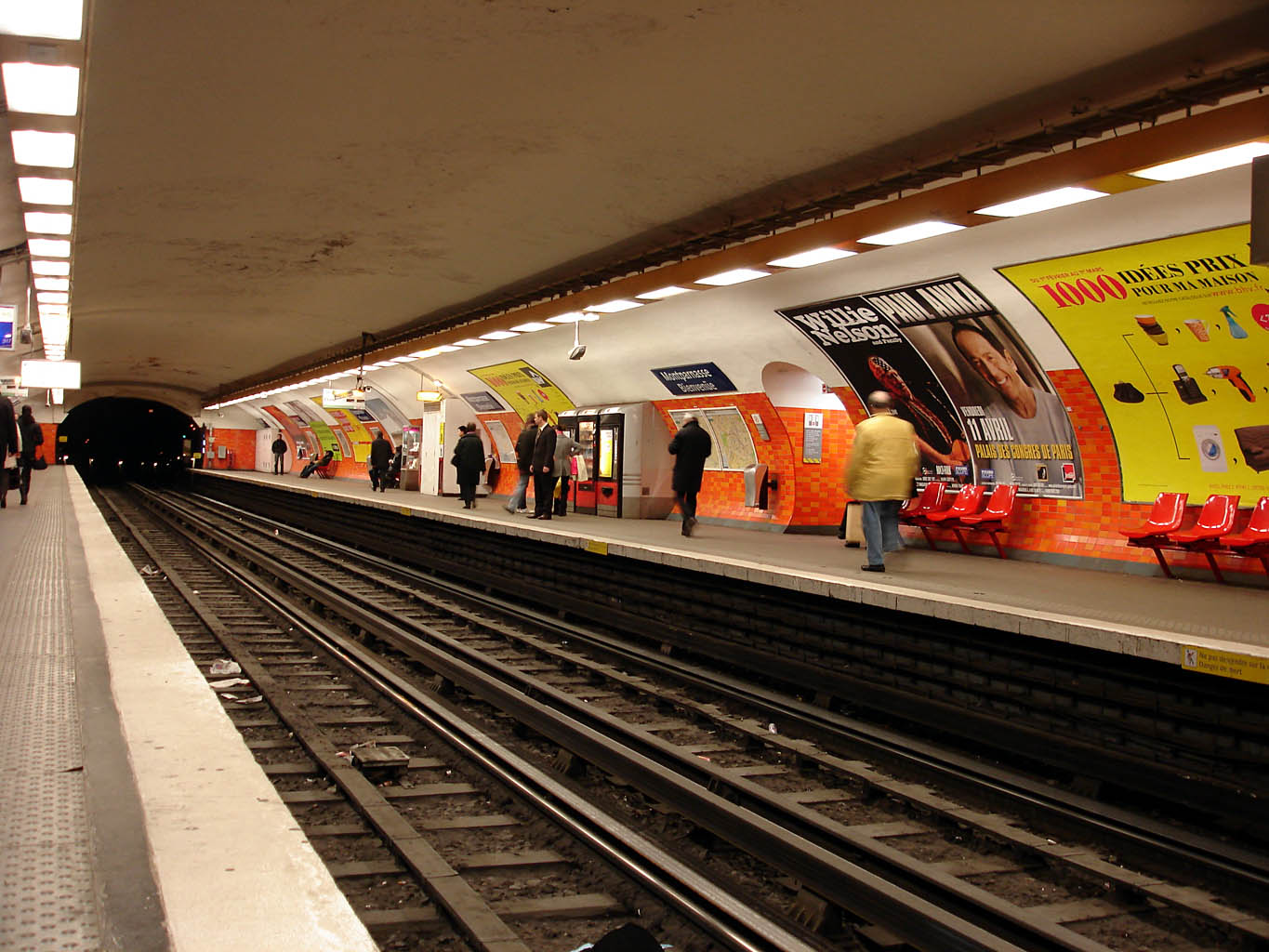
Linje 6
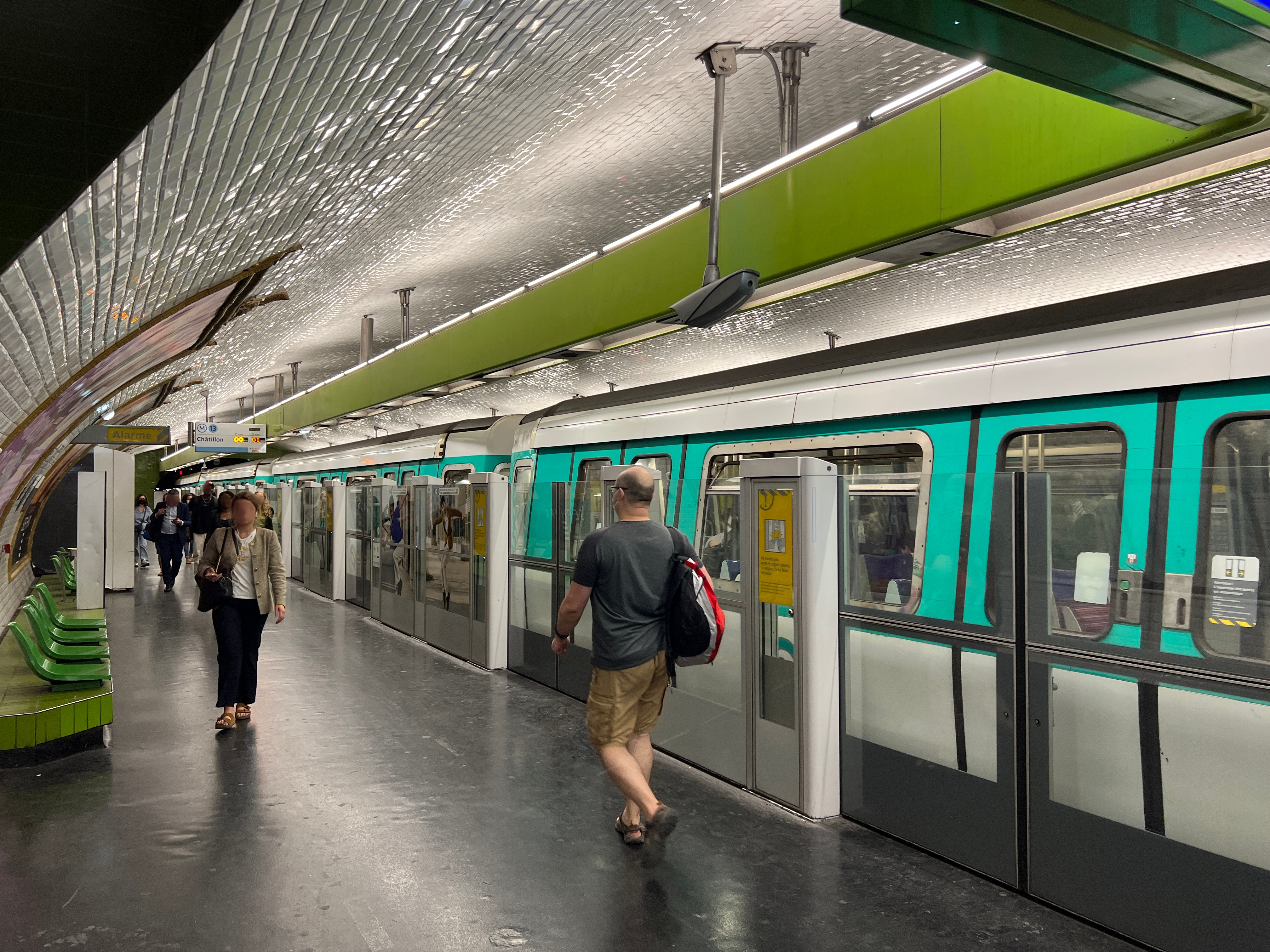
Linje 13